# Rodinopora magnifica
Rodinopora magnifica is een mosdiertjessoort, de plaatsing in een familie is nog onzeker. De wetenschappelijke naam van de soort is voor het eerst geldig gepubliceerd in 1999 door Paul D. Taylor en Andrei V. Grischenko..